# Boleráz
Boleráz (in ungherese Bélaház, in tedesco Frauendorf) è un comune della Slovacchia facente parte del distretto di Trnava, nella regione omonima.